# Metacatharsius gardoensis
Metacatharsius gardoensis är en skalbaggsart som beskrevs av Vladimir Balthasar 1941. Metacatharsius gardoensis ingår i släktet Metacatharsius och familjen bladhorningar. Inga underarter finns listade i Catalogue of Life.